# Henriette Walter

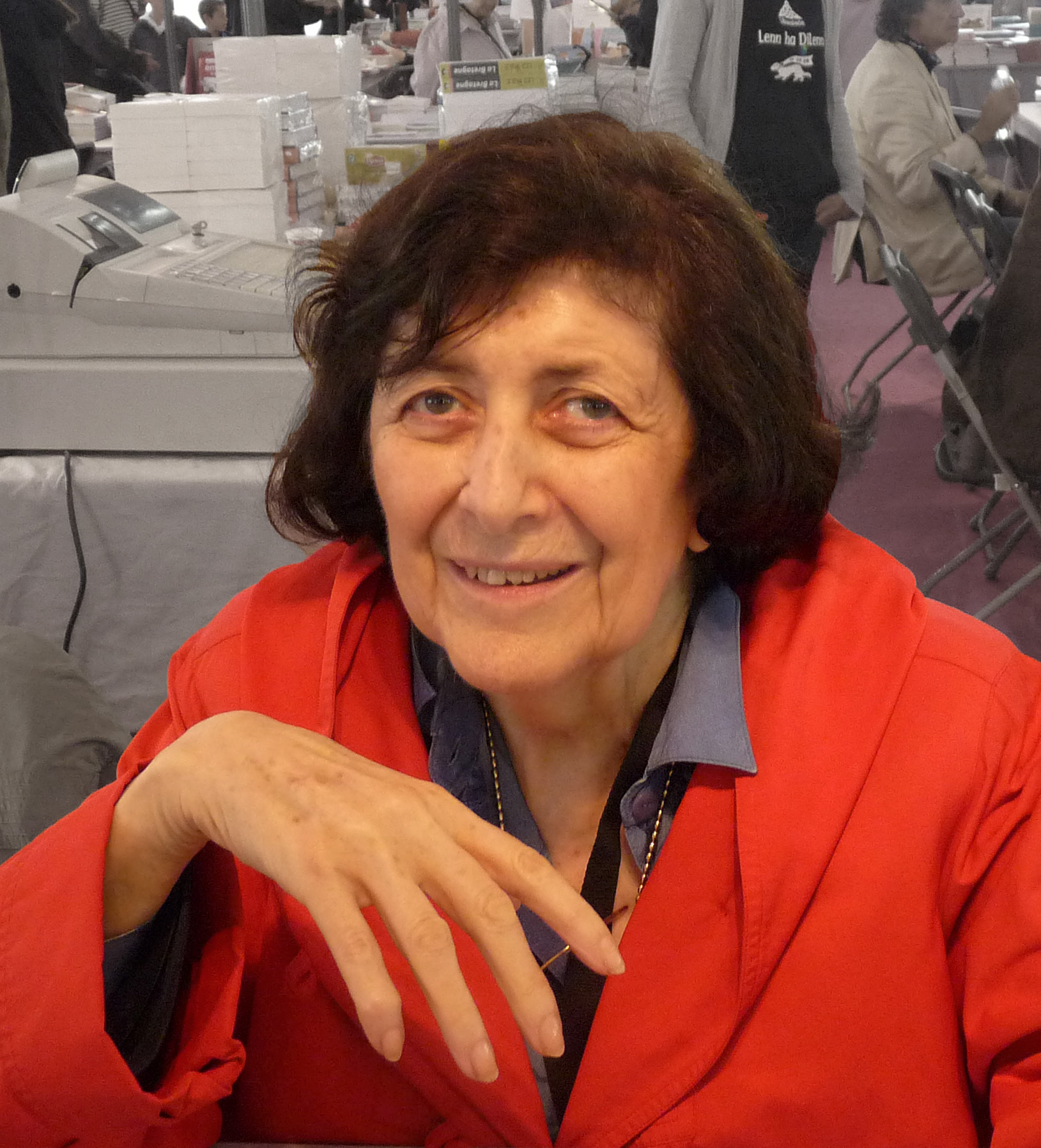
Henriette Walter (2012)

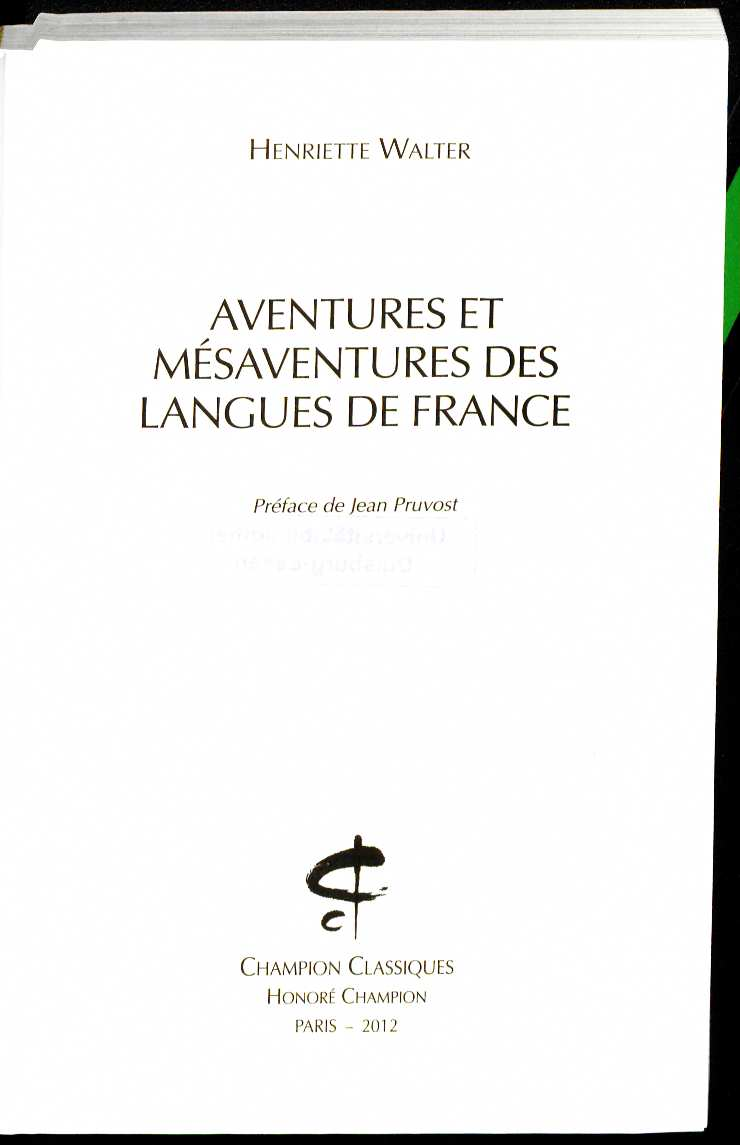
Aventures et Mésaventures des langues de France (2012)

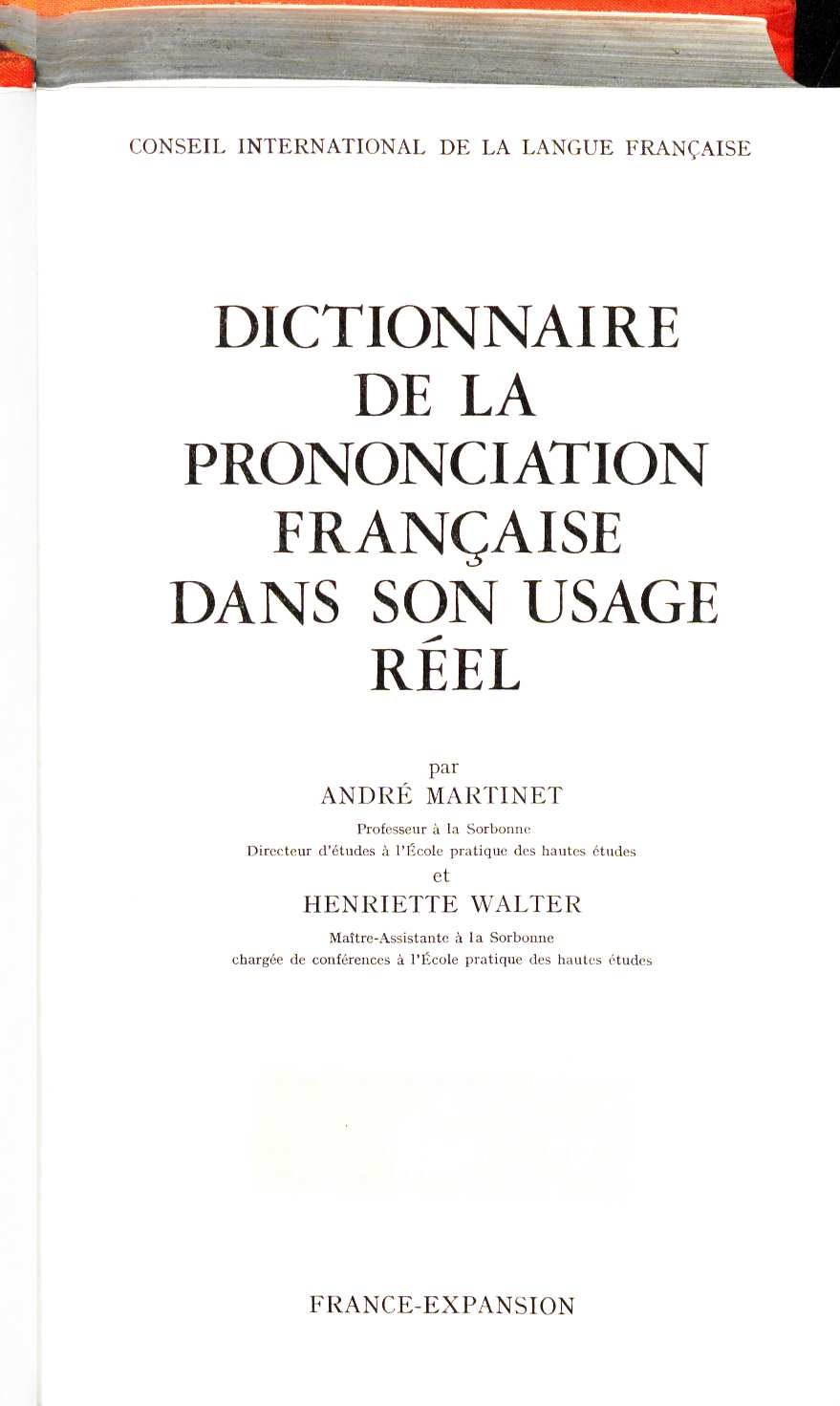
Dictionnaire de la prononciation française dans son usage réel (1973)

Henriette Walter (geboren als Henriette Saada 9. März 1929 in Sfax, Französisch-Tunesien) ist eine französische Linguistin.

## Leben
Henriette Saadas Mutter war Französin, ihr Vater Italiener.
Sie besuchte die italienische Schule, sprach zu Hause Französisch und auf der Straße auch Arabisch und Maltesisch. Sie ging zum Studium nach Paris, studierte Englisch an der Sorbonne, erhielt 1955 eine Lehrerstelle und machte 1963 ein weiteres Examen in Italienisch. Sie bestand 1963 eine Prüfung für ein Diplom der International Phonetic Association. Sie wurde 1975 in Paris promoviert.
Walter arbeitete mit dem Linguisten André Martinet zusammen und publizierte eine Vielzahl von Schriften, mit einigen Titeln richtete sie sich an ein breites Publikum. Walter wurde Professorin für Linguistik an der Universität Rennes 2 in Rennes und Direktorin des Phonologischen Labors an der École pratique des hautes études der Sorbonne.
1954 heiratete sie den Physik- und Chemielehrer Gérard Walter, sie haben eine Tochter und einen Sohn, den Kunsthistoriker Hector Obalk. Walter erhielt mehrmals fachliche Auszeichnungen und wurde 1995 Chevalier des Arts et des Lettres, ab 2009 Commandeur, und im Jahr 1999 Chevalier de la Légion d’honneur. 

## Schriften (Auswahl)
- mit André Martinet: Le Dictionnaire de la prononciation française dans son usage réel. Droz, 1973
- La dynamique des phonèmes dans le lexique français contemporain. Paris : France-Expansion, 1976
- La Phonologie du français. PUF, 1977
- Enquête phonologique et variétés régionales du français. Paris : Pr. Univ. de France, 1982
- Le Français dans tous les sens. Vorwort André Martinet, Paris : Laffont, 1988 ISBN 2253140015 (Prix de l'Académie française[1])
- Des mots sans-culottes : pour servir à l'intelligence des mots dont notre langue s'est enrichie. Paris : Laffont, 1989 ISBN 978-2-2210-5934-0
- mit Gérard Walter: Le Dictionnaire des mots d'origine étrangère. Larousse, 1991 ISBN 978-2-0371-0227-8
- L'Aventure des langues en Occident – Leur origine, leur histoire, leur géographie. Vorwort André Martinet. Robert Laffont, 1994 ISBN 978-2-2210-5918-0 (prix spécial de la Société des gens de lettres et grand prix des lectrices de Elle)
- L'Aventure des mots français venus d'ailleurs. Paris : Laffont, 1998 ISBN 978-2-2210-8275-1 (Prix Louis Pauwels).
- Les Français d'ici, de là, de là-bas. J.C. Lattès, 1998
- Honni soit qui mal y pense. Paris : Laffont, 2001
- mit Pierre Avenas: L'Étonnante Histoire des noms des mammifères. Paris : Laffont, 2003 (2008)
- mit Bassam Baraké: Arabesques – L'Aventure de la langue arabe en Occident. Paris : Laffont, 2006 ISBN 978-2-2210-9806-6
- mit Pierre Avenas: La Mystérieuse Histoire du nom des oiseaux : Du minuscule roitelet à l'albatros géant. Paris : Laffont, 2007 ISBN 978-2221108352
- Aventures et Mésaventures des langues de France. Vorwort Jean Pruvost. Paris : Éditions du Temps, 2008
- mit Pierre Avenas: La Fabuleuse Histoire du nom des poissons : Du tout petit poisson-clown au très grand requin blanc. Paris : Laffont, 2011 ISBN 978-2221113561
- Manifeste pour l’hospitalité des langues. Hrsg. Gilles Pellerin mit Henriette Walter, Wilfried N’Sondé, Boualem Sansal, Jean-Luc Raharimanana, Patrice Meyer-Bisch. Éditions la Passe du vent, L’instant même, 2012 ISBN 978-2-89502-318-0
- Minus, lapsus et mordicus : Nous parlons tous latin sans le savoir. Paris : Laffont, 2014
- mit Pierre Avenas: La Majestueuse Histoire du nom des arbres : Du modeste noisetier au séquoia géant. Paris : Laffont, 2017 ISBN 978-2-221-13622-5